# Матроска (село)
Матроска (укр. Матроска, до 2016 года - Матроська; историческое название Кугурлуй-Матроска) — село в Сафьянской сельской общине Измаильского района Одесской области Украины.
Население по переписи 2001 года составляло 2259 человек. Почтовый индекс — 68664. Телефонный код — 4841. Занимает площадь 3,1 км². Код КОАТУУ — 5122083601.
Согласившись вступить в Первую мировую войну 1914 года против Германии на стороне Франции, Россия развернула в Измаиле военно-морскую базу. Здесь находились не только сухопутные войска российского «Румынского фронта», но и две Дунайские флотилии военных кораблей.
Военно-оперативная флотилия разместилась в лимане реки Броаскэ, где сейчас судоремонтный завод, а корабли военно-транспортной флотилии заняли уже обжитое место бывшей гребной флотилии; сейчас там судоремонтно-механический завод им. Бурячека.
Корабли не могут постоянно быть на воде и выполнять свои задачи без помощи береговых служб. Поэтому каждая флотилия, заняв отведённое ей место, сразу же стала создавать на берегу жилое и подсобное хозяйство.
Следует отметить, что основы таких хозяйств уже были заложены экипажами кораблей прошлых флотилий. Военно-оперативная флотилия расположила своё береговое хозяйство на высоком, правом берегу лимана, в котором стояли её корабли.
Нужно было только восстановить разрушенное, заменить устаревшее и подготовить все к современным условиям.
Так возле флотилии появился матросский посёлок. Здесь каждый корабль имел свою улицу, а на площади, куда сходилось большинство улиц, стояла приходская церковь и школа. Попасть в этот посёлок можно было по грунтовой дороге за лиманом. Начиналась она от Хотинских ворот бывшей крепости.
Дунайские военные флотилии по необходимости создавались, а когда надобность в них отпадала — расформировывались. А вот матросский посёлок, зародившись, уже жил постоянно. Жив он и сейчас под названием «село Матроска».
В Измаиле уже привыкли, что этот посёлок то затухает, то снова возникает, поэтому уже не удивлялись и не обращали на это внимания. Такое положение привело к тому, что посёлок просуществовал 125 лет без сельсовета и печати. За любой справкой приходилось ходить к соседям. Только в 2005 году посёлок Матроска получил официальный статус села.
Дунайская военно-оперативная флотилия состояла из минных кораблей (миноносок), артиллерийских кораблей и посыльных (связных) катеров. По современным меркам все они были речными катерами, но тогда они назывались речными кораблями.
Одной из миноносок командовал всемирно известный теперь лейтенант П. П. Шмидт.

## Население и национальный состав
По данным переписи населения Украины 2001 года распределение населения по родному языку было следующим (в % от общей численности населения):
По Матросскому сельскому совету: украинский — 83,40 %; русский — 12,39 %; белорусский — 0,40 %; болгарский — 1,37 %; гагаузский — 0,09 %; молдавский — 1,99 %; немецкий — 0,04 %; польский — 0,04 %.